# Lepidodermella squamatum
Lepidodermella squamatum är en djurart som tillhör fylumet bukhårsdjur, och som först beskrevs av Félix Dujardin 1841.  Lepidodermella squamatum ingår i släktet Lepidodermella och familjen Chaetonotidae. Inga underarter finns listade i Catalogue of Life.